# Lugoj
Lugoj ([lugoʒ]; Ausspracheⓘ; deutsch Lugosch, ungarisch Lugos, kroatisch Lugoš, serbisch-kyrillisch Лугош) ist eine Stadt im Kreis Timiș, Banat, Rumänien. Lugoj ist nach Timișoara die zweitgrößte Stadt des Kreises und seit 1850 Sitz des griechisch-katholischen Bistums des Banats.

## Geografische Lage

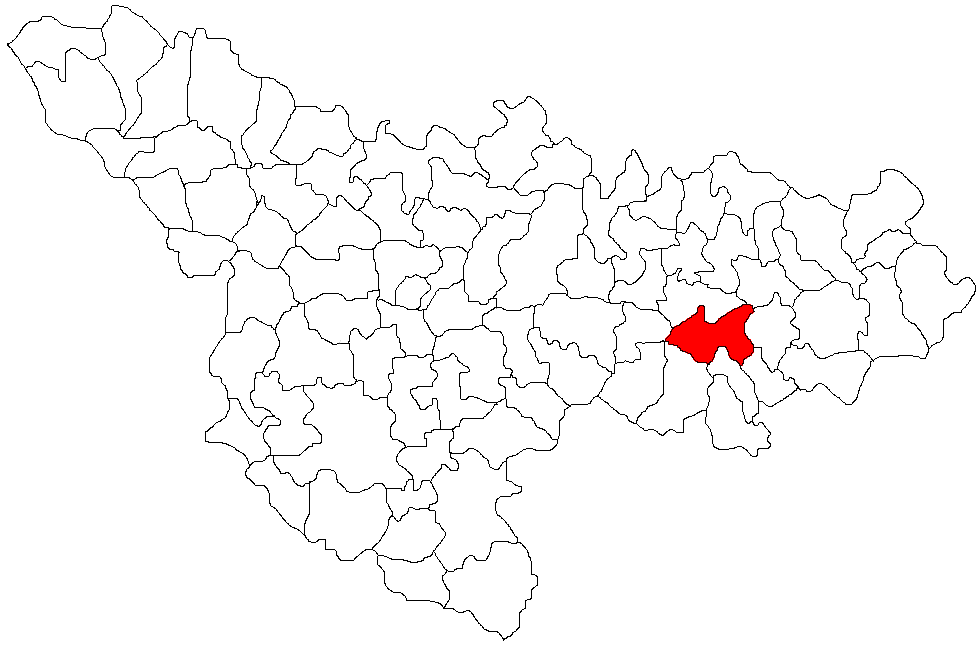
Lage von Lugoj im Kreis Timiș

Die Stadt Lugoj befindet sich im Westen Rumäniens. Sie liegt beidseitig des Flusses Temesch, in einer Höhe von 123 Metern über dem Meeresspiegel und nimmt eine Fläche von 9.855 Hektar ein.

### Anbindung
Lugoj liegt an zwei wichtigen Fernverkehrsstraßen, der Europastraße E 70 zwischen Timișoara–Bukarest und der E 673 von Lugoj nach Ilia im Kreis Hunedoara. Zudem ist es ein wichtiger Eisenbahnknoten an der Strecke București-Timișoara. Die Eisenbahnlinien über Buziaș ins Südbanat und über Ilia nach Deva und weiter nach Siebenbürgen gehen von Lugoj aus.

### Nachbarorte
| Drăgoiești | Coșteiu                                     | Făget    |
| Buziaș     | Kompassrose, die auf Nachbargemeinden zeigt | Bârna    |
| Darova     | Victor Vlad Delamarina                      | Găvojdia |

## Etymologie
Der Ortsname könnte sich aus den Begriffen liugas (geto-dakisch für Sumpf), Lugos (keltische Gottheit), locus/lucus (lateinisch für Ort/Wald), lug/luh (slawisch für Sumpf), rogoz (slaw./rum. für Schilf) oder lugas (ungarisch für Laube) herleiten. Geschichtlich bedingte Namen von Lugoj sind:
- Lugas (1368)
- Castrum Lugas (1376)
- Castellum Lugas (1514–16)
- Civitas Nostrae Reginae Lugos (1542)
- Lwgos (1554)
- Logos (1564) und erneut Lugos

Lugoj stammt von „Logoj“, wie der Marktflecken von den Einheimischen genannt wurde. Auf einer von Lazarius Secretarius in Ingolstadt gedruckten Landkarte erscheint Lugoj erstmals 1528. Zur Stadt (Civitas Nostrae Reginae Lugos) wurde Lugoj 1542. Königin Isabella Jagiellonica verlieh Lugoj den Status einer Freien Königlichen Stadt (1551) mit den üblichen Privilegien und einem Stadtwappen mit einem sitzenden weißen Wolf über der Krone.

## Geschichte

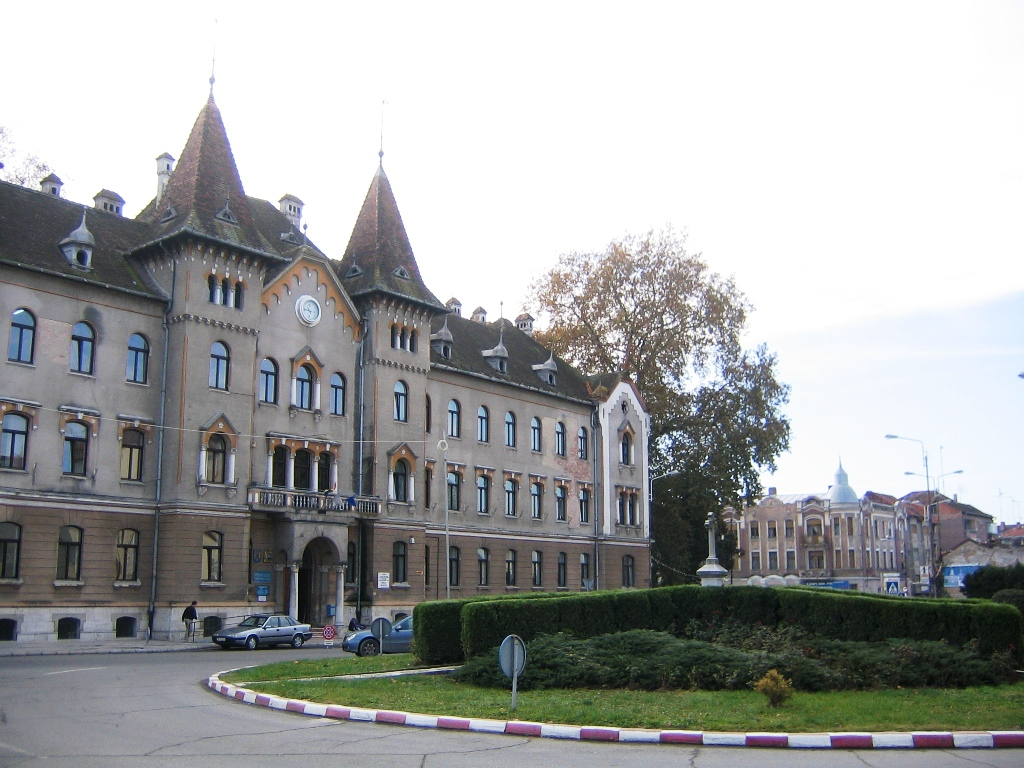
Rathaus von Lugoj (1904)

Die Gegend um Lugoj spielte in den dakisch-römischen Kriegen (101–106) eine wichtige Rolle; die Ortschaft Tapia (Tapae), wo ein Gefecht von Dakern und Römern stattfand, ist heute ein Stadtteil von Lugoj.
Lugoj entstand auf dem Gelände eines römischen Lagers. Dieses wurde im 1. Jahrhundert in der Nähe einer dakischen Festung erbaut. Die Lugojer Festung wurde 1334 erstmals in päpstlichen Dokumenten erwähnt. Im Mittelalter entwickelte sich am rechten Ufer des Flusses Timiș Alt-Lugoj oder Rumänisch-Lugoj.
Im Jahr 1695 wurde bei Lugoj ein österreichisches Heer unter General Friedrich Ambros Graf Veterani von den Osmanen vernichtend geschlagen; der General fiel in der Schlacht. Aufgrund des Friedens von Passarowitz (1718) kam Lugoj unter österreichische Herrschaft.
Im 18. Jahrhundert wurde am linken Ufer des Flusses „Neu-Lugoj“ oder „Deutsch-Lugoj“ gegründet. Beide Marktgemeinden waren durch eine Holzbrücke miteinander verbunden. Eine neue Eiserne Brücke wurde 1902 von den Österreichern gebaut, welche die etwas weiter stromabwärts gelegene hölzerne Brücke ersetzte.
Nach der Vertreibung der Türken wurde Lugoj zum Sitz eines der 13 Banater Distriktverwaltungsämter. Im Jahr 1778 wurde die Stadt Sitz des Komitats Karasch.
Im August des Jahres 1849 war Lugoj der letzte Sitz der ungarischen revolutionären Regierung und der letzte Zufluchtsort des Freiheitskämpfers Lajos Kossuth, bevor er ins Osmanische Reich floh.
Lugoj war eines der bedeutendsten Zentren der nationalen Befreiungsbewegung der Rumänen. Im Juni 1848 fand die von Eftimie Murgu geleitete Große Nationalversammlung auf dem Freiheitsfeld in Lugoj statt. Dort trat die rumänische Bevölkerung für ihre nationalen, sozialen und religiösen Rechte ein. 1892–1894 beteiligten sich die Rumänen von Lugoj an der Memorandum-Bewegung zur Erlangung von nationalen Rechten in der Österreichisch-Ungarischen Monarchie.
Am 3. November 1918 fand in Lugoj eine Nationalversammlung statt, die das Selbstbestimmungsrecht des rumänischen Volkes einforderte. Nach dem Anschluss von Siebenbürgen an Rumänien durch die Nationalversammlung von Karlsburg (Alba Iulia) am 1. Dezember 1918, völkerrechtlich anerkannt aufgrund des Vertrags von Trianon (1920), gehörte Lugoj zum rumänischen Staat.

## Wirtschaft
Die deutschen Ansiedler beschäftigten sich mit Acker- und Weinbau, zunehmend mit Gewerbe und Handel. Anfang des 19. Jahrhunderts bestanden schon mehrere Handwerkerzünfte. Ab 1776 hatte „Neu-Lugoj“ das Privilegium, vier Jahrmärkte abzuhalten. Bis 1793, dem Zusammenschluss der beiden Stadtteile, hatten beide Marktflecken eine eigene Verwaltung.
Nach 1849 erfuhr Lugoj eine starke wirtschaftliche und kulturelle Entwicklung. Im Jahr 1852 wurde die erste Buchdruckerei eröffnet und 1853 mit dem „Lugoscher Anzeiger“ die erste Zeitung herausgebracht. Das deutsche Gymnasium bestand 1856–1861. 1733 wurde die katholische Kirche erbaut. Seit 1835 gab es ein deutsches Theater. Das derzeitige Theatergebäude wurde 1900 eingeweiht. 1889 wurde Lugoj zur Stadt erhoben. Einen beachtlichen wirtschaftlichen Aufschwung erfuhr Lugoj in der Zwischenkriegszeit, herausragend in der Industrie war die bekannte Muschong-Ziegelfabrik.

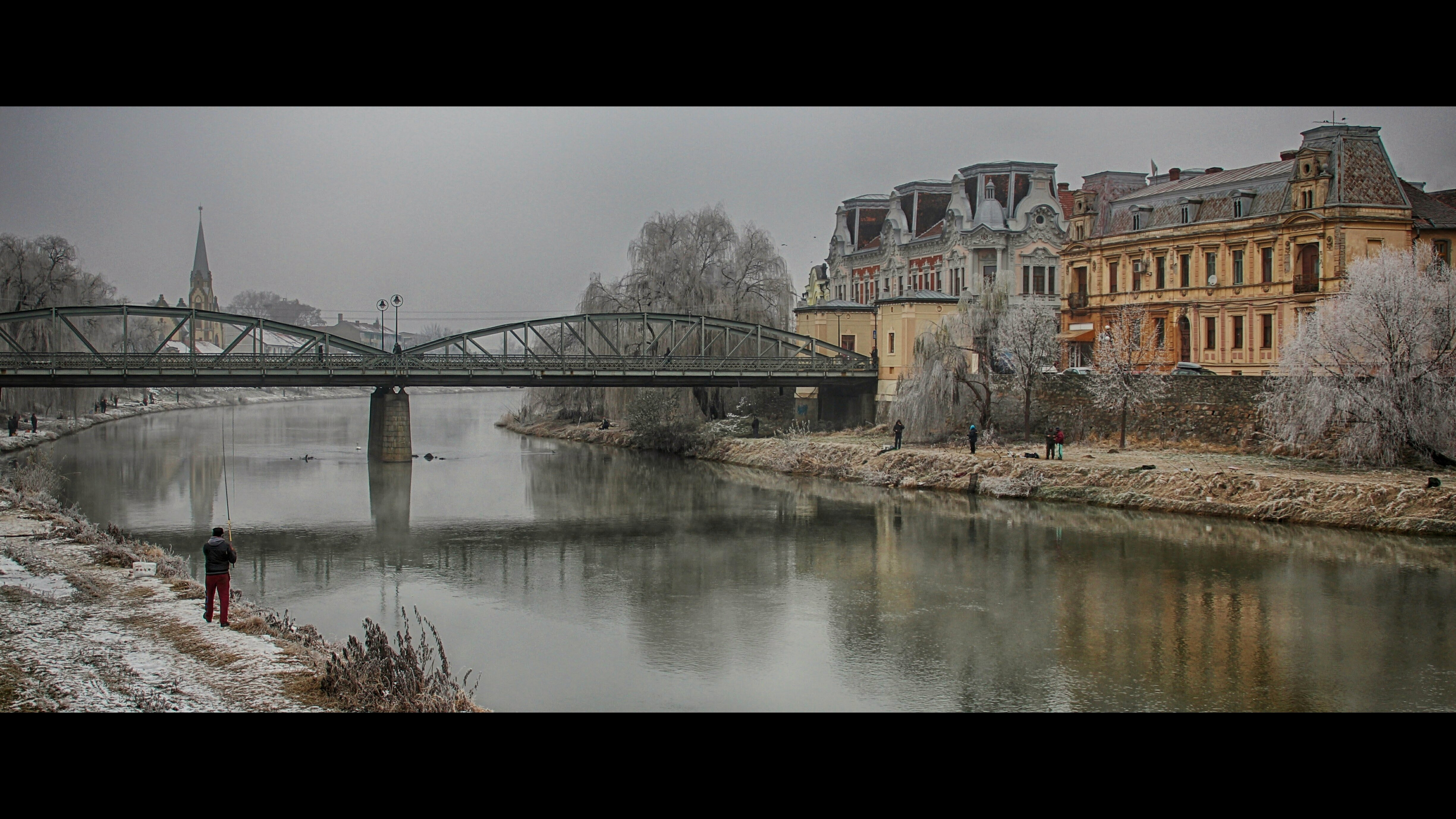
Eisenbrücke Lugoj (1902)

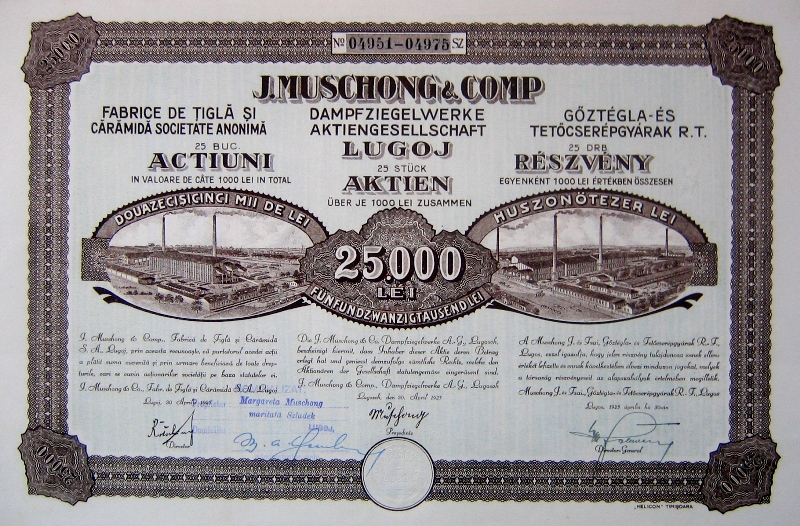
Aktie der J. Muschong & Comp. Dampfziegelwerke

Die Eisenbrücke ist ein für Lugoj symbolischer Bau, der gemäß alter Tradition den deutschen mit dem rumänischen Teil der Stadt verbinden soll. Er wird von vier Zollhäuschen flankiert. Der Eisenbau, 185.544 Tonnen schwer, wurde in den damals zur Staats-Eisenbahn-Gesellschaft gehörenden Werken in Reșița hergestellt und 1902 dem Verkehr übergeben.
In der kommunistischen Zeit entwickelte sich in Lugoj vor allem die Textil- und die Keramikindustrie sowie die Schuhherstellung und die Metallverarbeitung.
In der Zeit nach 1989 ließen sich im Zuge der Marktöffnung international tätige Firmen nieder, anfangs italienische, danach verstärkt deutsche Unternehmen. Unter diesen Firmen sind bekannte Namen wie Honeywell, Werzalit und Hella zu finden. Von Bedeutung sind die Keramik- und Sanitärartikelindustrie (Villeroy & Boch, Mondial), die Textilindustrie (Interspitzen, Schmidt, Textila SectiaA), die holzverarbeitende Industrie, die Schuherzeugung (Rieker), die Lebensmittelerzeugung, die Weinherstellung und die Produktion landwirtschaftlicher Maschinen.

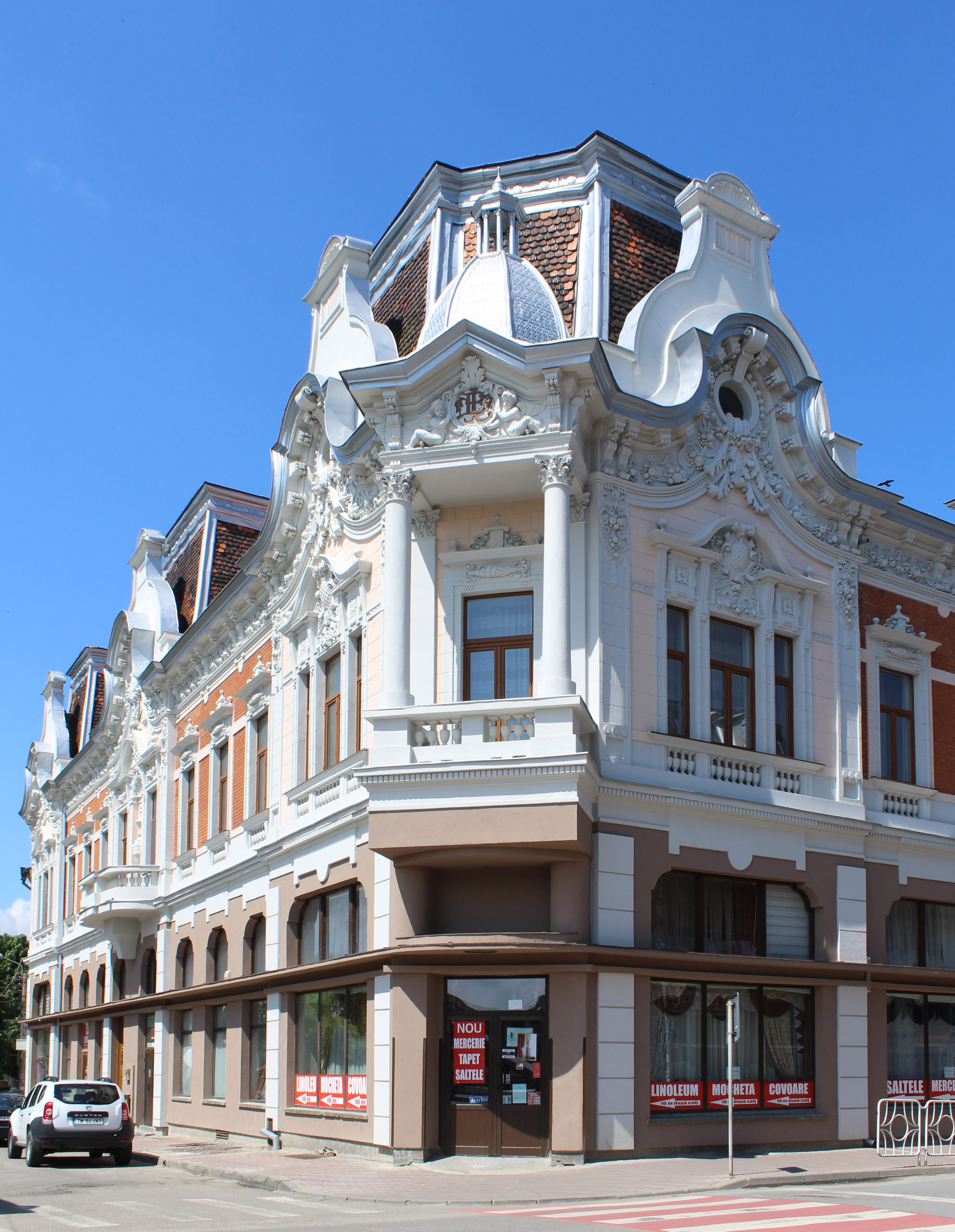
Bejan-Palais (1901)

Neue Berufe und ein moderner Industriepark entstanden. Heute liefern Lugojer Betriebe vor allem Keramik, Schuhe und Bekleidung, Spielzeug und Nahrungsmittel, aber auch hochwertige elektronische Anlagen. Von den 2165 Lugojer Firmen sind 1.943 als GmbH und 222 als Aktiengesellschaften (AG) registriert, wobei 31 dem produzierenden Gewerbe und 107 dem Dienstleistungsbereich zuzuordnen sind. 1.927 Betriebe sind Handelsgesellschaften. Von den etwa 15.700 Lohnempfängern sind etwa drei Viertel in der Industrie, 14 % im Handel, 6 % im Bauwesen, 2 % in der Landwirtschaft und 2 % in der Verwaltung beschäftigt.

## Bauwerke
Die bedeutenden Baudenkmäler der Stadt sind:
- der Turm der orthodoxen Heiliger-Nikolaus-Kirche (14. Jahrhundert)
- die römisch-katholische Kirche im Barockstil (1733)
- die griechisch-orthodoxe barocke Kathedrale (1759–1766),
- das Gästehaus der Post (heute Sitz des orthodoxen Erzpriesteramtes, 1726)
- die griechisch-katholische Kathedrale im klassizistischen Stil (1843–1851)
- die Synagoge (1834)
- das klassizistische Theatergebäude (1900)

## Verwaltung
Im Jahr 1440 wurde Lugoj als Oppidum erwähnt und war Zentrum mehrerer walachischer Grenzdistrikte. Hundert Jahre später wurde Lugoj zur Civitas und 1551 zur Königlichen Freistadt erhoben.
In der Zeit des autonomen siebenbürgischen Fürstentums unter osmanischer Oberhoheit (1552–1658) gehörten das Lugojer und das Karansebescher Banat bis zur habsburgischen Eroberung als „partes regni Hungariae adnexae“ zum Fürstentum Siebenbürgen. Aufgrund des Friedens von Passarowitz kam Lugoj unter österreichische Herrschaft. Eines der 13 Distriktverwaltungsämter, die im Banat errichtet wurden, hatte seinen Sitz in Lugoj.

### Historische Verwaltungsgliederung
Im Zuge der Besiedlung des Banats durch die Habsburger entstand der Stadtteil „Neu-Lugoj“ respektive „Deutsch-Lugoj“ am linken Temeschufer. Nach Eingliederung des Banats in das Ungarische Königreich (1778/79) entstanden an Stelle der Distriktverwaltungsämter die drei Komitate: Temesch, Torontal und Karasch. Lugoj wurde zum Zentrum des Komitats Krassó (später Komitat Krassó-Szörény).
Im Jahr 1795 vereinigten sich die Marktgemeinden Rumänisch- und Deutsch-Lugoj unter dem Namen „Kamerale Kleinstadt Lugoj“, wodurch die beiden Stadtteile eine gemeinsame Verwaltung erhielten.
Von 1849 bis 1860 war Lugoj Sitz des nach ihm benannten Kreises und gehörte dem Kronland Woiwodschaft Serbien und Temescher Banat an. 1881 entstand durch die Vereinigung der Kreise Caraș und Severin der Kreis Caraș-Severin mit dem Sitz in Lugoj. 1889 wurde der bisherige Marktflecken Lugoj zur Stadt erhoben. 1925 spaltete sich der Kreis Caras-Severin und Lugoj wurde Sitz des Kreises Severin.
Infolge des Vertrags von Trianon von 1920 gehörte Lugoj zu Rumänien. Nach der administrativen Neuordnung von 1950 wurde Lugoj Rayonsvorort in der Region Timişoara (ab 1960 Region Banat). Im Jahr 1968 wurde es Zentrum des wieder geschaffenen Kreises Lugoj.
Heute gehört Lugoj zum Kreis Tiimiș. Die Stadt wird von einem Bürgermeister und 19 Stadträten geleitet. In Lugoj ist ein Gericht erster Instanz angesiedelt (Judecătoria Lugoj), die höheren juristischen Instanzen befinden sich in Timișoara.

### Stadtteile
| - Balta Lată - Buchini - Centru - Cotu Mic | - Dealul Viilor - ITL - Micro I – V - Mondial | - Naimontelep - Stadion I – III - Ștrand - Țesători |

## Kultur und Bildung

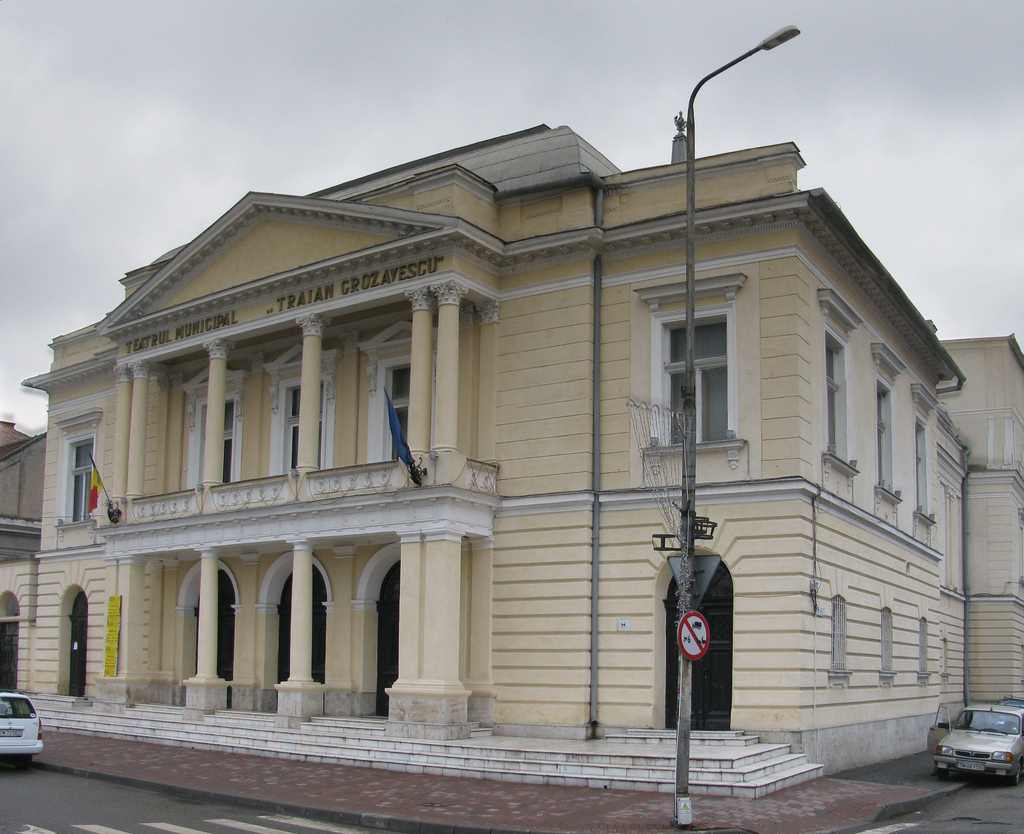
Theater Traian Grozăvescu Lugoj (1900)

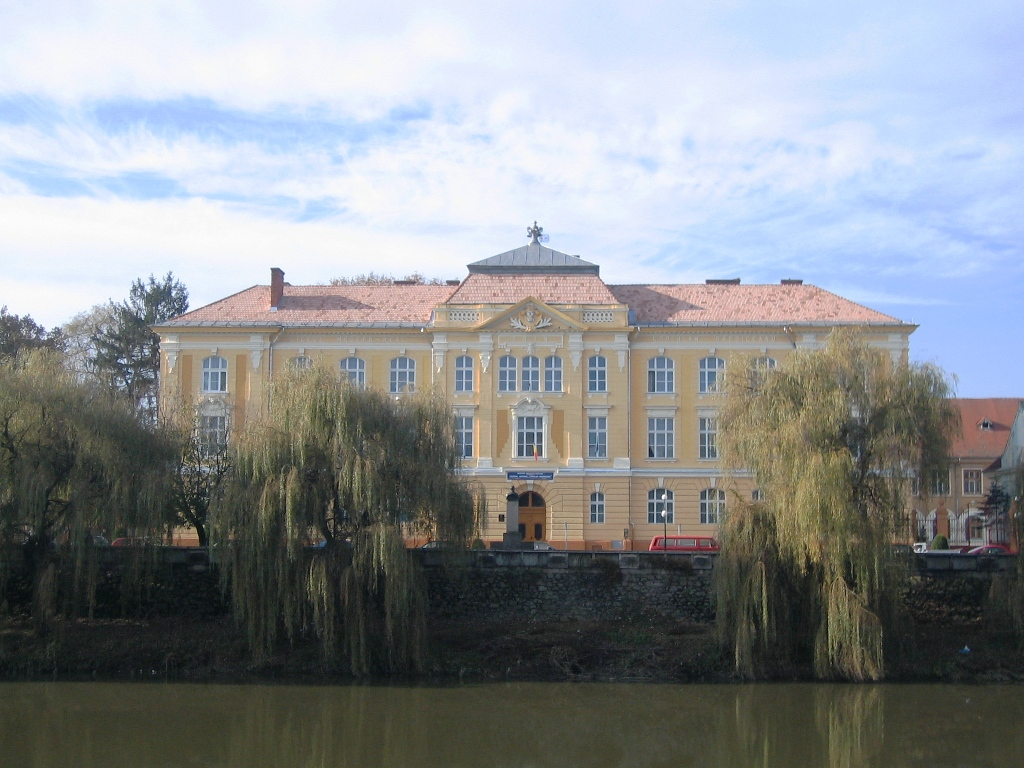
Nationalkolleg Coriolan Brediceanu von Lugoj (1837)

Lugoj zählte schon immer zu den musikalischen Zentren des Banats, hier wurden noch zu Lebzeiten Mozarts, Haydns und Schuberts deren Messen und andere kirchenmusikalische Werke aufgeführt. Die Minoritenkirche war der Kulturträger der Stadt. Auch die bisher älteste Banater Klavierschule stammt aus Lugoj, datiert 1760 von einem Mönch des Minoritenklosters. Die Mönche selbst beschäftigten sich mit Kirchenmusik, Klavierunterricht und Orgelbau. Gegen Ende des 19. Jahrhunderts gab es in Lugoj sieben Chöre, darunter vier Kirchenchöre. Gleichzeitig wirkten hier zwei bedeutende musikalische Persönlichkeiten: Conrad Paul Wusching als Regenschori an der katholischen Pfarrkirche und Ioan Vidu an der rumänisch-orthodoxen Kirche. Wusching, ein ungarndeutscher Lehrer, schrieb zahlreiche ungarische patriotische Männerchöre, deutsche Lieder und Kirchenmusik. Vidu schrieb außer rumänisch-orthodoxer Chormusik Volksliedbearbeitung und volkstümliche Kompositionen, die von den meisten rumänischen Chören gesungen wurden. An der Synagoge entstand der erste Chor, nach dessen Beispiel auch in anderen Städten Hazamir-Chöre ins Leben gerufen wurden. Alle Kirchenchöre der Stadt wirkten zugleich als Gesangsvereine, wobei der eigenen nationalspezifischen Musikkultur eine prioritäre Rolle zukam. Lugoj wird auch „Stadt der Musik“ (rumänisch Orașul Muzicii) genannt.
Der städtische Chor Ion Vidu besteht seit 1810; im Jahr 1852 wurde unter der Leitung des Lehrers Paul Wusching ein weiterer Gesangverein gegründet. Die bekanntesten aus Lugoj stammenden Musiker sind der Tenor Traian Grozăvescu (1895–1927) und die Komponisten Tiberiu Brediceanu (1877–1968) und Walter Michael Klepper (1929–2008).
Das Museum für Geschichte und Volkskunde, das Theater Traian Grozăvescu, die Kirchen, die Wochenblätter, Radio und Fernsehen, die Schulen und die Europäische Universität Drăgan sind Zentren geistig-kulturellen und religiösen Wirkens.
Das Haus der Kultur und die Stadt Lugoj organisieren unter anderem:
- Internationales Chorfestival Ion Vidu
- Internationales Amateurtheater-Festival
- Internationales Folklore-Festival Ana Lugojana
- Internationaler Gesangswettbewerb Traian Grozăvescu

Die Wurzel des kulturellen Lebens in Lugoj liegen im Schulwesen. Besonders zu erwähnen sind die zwei Theoretischen und die drei Fachgymnasien sowie die Europäische Universität Drăgan mit den Fachrichtungen Jura, Wirtschaft und Kybernetik. Dem hohen Bildungsstand seiner Bewohner hat es Lugoj unter anderem zu verdanken, dass sich hier in den letzten Jahren bedeutende ausländische Firmen niedergelassen haben.

## Sport
Auch auf sportliche Erfolge kann die Stadt verweisen. So brachten Alina Goriac, Kurt Szilier, Lavinia Miloșovici im Turnen, Iosif Horvath, Francisc Horvath und Simion Popescu im Ringen manche Medaillen bei Welt- und Europameisterschaften aber auch olympisches Gold in ihre Heimatstadt. Betrieben werden auch andere Sportarten, wie Volley-, Hand- und Fußball sowie Boxen und Karate.

## Bevölkerung

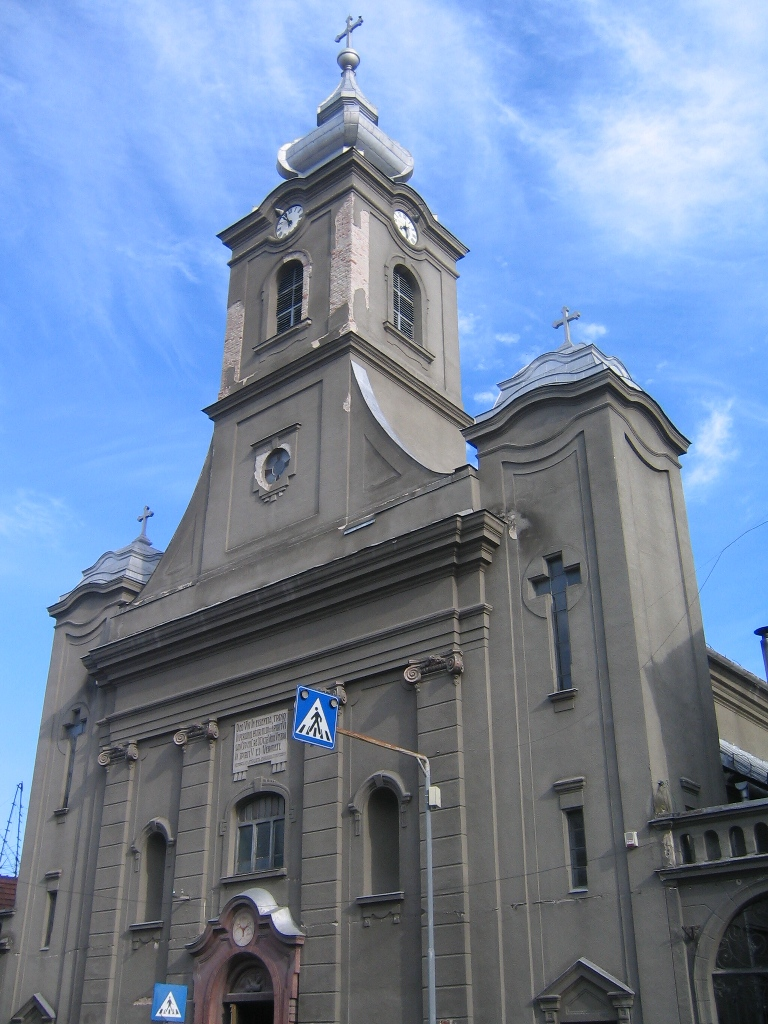
Römisch-katholische Kirche von Lugoj (1733)

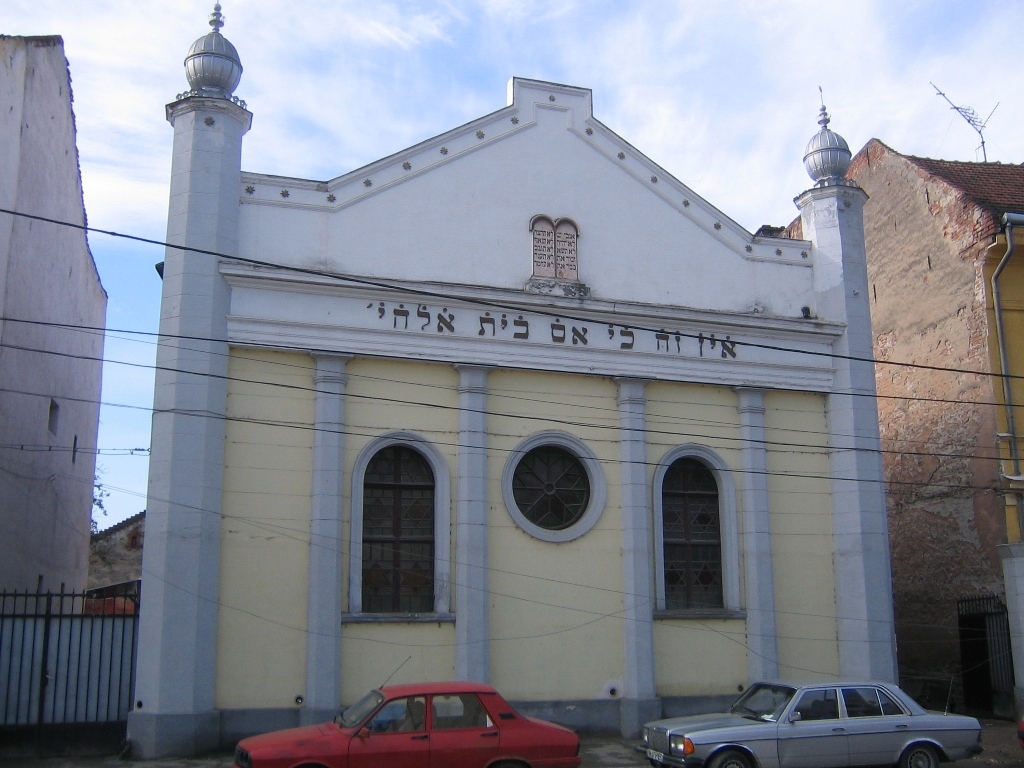
Synagoge von Lugoj (1834)

Die seit dem 19. Jahrhundert durchgeführten Volkszählungen belegen eine Mehrheit rumänischer Stadtbewohner; der Anteil der Ungarn stieg seit dem österreichisch-ungarischen Ausgleich an. Im Jahr 1828 hatte Lugoj 5.710 Einwohner, 1880 waren es 11.287 (der Muttersprache nach 42,99 % Rumänen, 40,16 % Deutsche, 12 % Ungarn). Die Stadtbevölkerung nahm stetig zu, von 19.126 Einwohnern 1910 (34,69 % Ungarn, 31,42 % Rumänen, 31,04 % Deutsche) auf 27.871 im Jahr 1941 (51,6 % Rumänen, 21,7 % Deutsche und 17 % Ungarn). Im Jahr 1992 zählte Lugoj 50.939 Einwohner, 2002 waren es noch 44.636 (82,9 % Rumänen, 9,6 % Ungarn und 2,9 % Deutsche).
Im Jahr 2007 hatte die Stadt 45.217 Einwohner (Verteilung 2002: 82,9 % Rumänen, 9,6 % Magyaren, 2,9 % Deutsche, 2,4 % Roma, 1,6 % Ukrainer).

### Demografie
Die Bevölkerungsentwicklung des Munizipiums Lugoj, einschließlich der dazugehörenden Dörfer:
| 1880 | 12.389 | 5987   | 1475 | 4696 | 231  |
| 1910 | 20.962 | 7322   | 6896 | 6179 | 565  |
| 1930 | 24.694 | 10.810 | 6231 | 6763 | 890  |
| 1977 | 44.537 | 32.315 | 6154 | 4747 | 1321 |
| 1992 | 50.939 | 41.843 | 5078 | 2416 | 1602 |
| 2002 | 44.636 | 37.954 | 3931 | 1153 | 1598 |
| 2011 | 40.361 | 31.885 | 2752 | 748  | 4976 |
| 2021 | 35.450 | 26.672 | 1357 | 369  | 7052 |

### Konfessionen
Zwischen 1733 und 1735 wurde die römisch-katholische Kirche erbaut und das Kloster errichtet. Die Pfarrei bestand schon seit 1718. Zur selben Zeit wurde auch eine konfessionelle Volksschule erwähnt. 1759–1766 entstand die orthodoxe „Maria Himmelfahrt“ Kirche, eines der bedeutendsten Bauwerke im Barockstil im Banat. Im Jahr 1834 wurde die Synagoge errichtet.
Die konfessionelle Zusammensetzung der Lugojer Bevölkerung besteht zu etwa 76,6 % aus orthodoxen, 13,2 % römisch-katholischen, 1,5 % griechisch-katholischen, 4,7 % reformierten, 2,2 % baptistischen und 1,8 % pentikostalen Glaubensbekennern.

## Söhne und Töchter der Stadt
- Johann Heuffel (1800–1857), Komitatsarzt und Botaniker
- Karl Wilhelm von Martini (1821–1885), Journalist, Schriftsteller und Abgeordneter
- Béla Szende (1823–1882), Politiker, Offizier und Minister
- Béla Földes (1848–1945), Wirtschaftswissenschaftler, Statistiker und Minister
- Aurel Popovici (1863–1917), Jurist und Politiker
- Viktor Madincea (1876–1968), Kammersänger der Staatsoper Wien
- Tiberiu Brediceanu (1877–1968), Komponist
- Emmerich Schwach (1880–1959), Komponist, Geiger, Dirigent und Chorleiter
- Bela Lugosi (Blaskó) (1882–1956), Theater- und Filmschauspieler
- Andor Arató (1887–1964), Kirchenmusiker und Komponist
- Koloman Wallisch (1889–1934), Politiker
- Traian Grozăvescu (1895–1927), Tenor
- Sepp Helfrich (1900–1963), Landeshauptmann der Steiermark
- Johann Székler (1902–1997), Intendant des Deutschen Staatstheaters Timișoara und Repräsentant der rumäniendeutschen Minderheit
- Georges Devereux (1908–1985), Ethnopsychoanalytiker
- Iosif Slivăț (1915–??), Fußballspieler
- Franz Dannimann (1919–2013), Jurist, Autor und Widerstandskämpfer
- György Kurtág (* 1926), Komponist
- Josef „Jupp“ Posipal (1927–1997), Fußballspieler
- Francisc Horvath (* 1928), Ringer
- Friedrich K. Wanek (1929–1991), Komponist, Pädagoge und Herausgeber
- Walter Michael Klepper (1929–2008), Komponist
- Edmund Höfer (1933–2014), Presse- und Kunstfotograf
- Helmut Klimek (* 1941), Musiklehrer, Komponist und Musikverleger
- Adriana Antoni (* 1975), Sängerin
- Lavinia Miloșovici (* 1976), Kunstturnerin
- Otilia Ruicu-Eșanu (* 1978), Sprinterin

## Partnerstädte
Lugoj listet acht Partnerstädte auf:
| Stadt         | Land           | seit                |
| ------------- | -------------- | ------------------- |
| Assos-Lecheo  | Griechenland   | 2012                |
| Jena          | Deutschland    | 1983, erneuert 1993 |
| Kriva Palanka | Nordmazedonien | 2011                |
| Monopoli      | Italien        | 2006                |
| Nisporeni     | Moldau         | 2001                |
| Orléans       | Frankreich     | 1994                |
| Szekszárd     | Ungarn         | 1993                |
| Vršac         | Serbien        | 2005                |